# Dendrolycosa icadia
Espèce
Synonymes
- Dolomedes icadius L. Koch, 1876

Dendrolycosa icadia est une espèce d'araignées aranéomorphes de la famille des Pisauridae.

## Distribution
Cette espèce est endémique du Queensland en Australie.

## Description
Les femelles mesurent de 11,2 à 13,4 mm.
Le mâle décrit par Raven et Hebron en 2018 mesure 9,5 mm et la femelle 14,7 mm.

## Publication originale
- L. Koch, 1876 : Die Arachniden Australiens. Nürnberg, vol. 1, p. 741-888 (texte intégral).